# Cochon de feu
Pour les articles homonymes, voir Dinghai (homonymie).
| Éléments du cycle sexagésimal 干支 | Éléments du cycle sexagésimal 干支 | Éléments du cycle sexagésimal 干支 | Éléments du cycle sexagésimal 干支 | Éléments du cycle sexagésimal 干支 | Éléments du cycle sexagésimal 干支 | Éléments du cycle sexagésimal 干支 | Éléments du cycle sexagésimal 干支 | Éléments du cycle sexagésimal 干支 | Éléments du cycle sexagésimal 干支 | Éléments du cycle sexagésimal 干支 | Éléments du cycle sexagésimal 干支 |
| ---------------------------------- | ---------------------------------- | ---------------------------------- | ---------------------------------- | ---------------------------------- | ---------------------------------- | ---------------------------------- | ---------------------------------- | ---------------------------------- | ---------------------------------- | ---------------------------------- | ---------------------------------- |
| 01 Rat bois                        | 02 Buffle bois                     | 03 Tigre feu                       | 04 Lièvre feu                      | 05 Dragon terre                    | 06 Serpent terre                   | 07 Cheval métal                    | 08 Chèvre métal                    | 09 Singe eau                       | 10 Coq eau                         | 11 Chien bois                      | 12 Cochon bois                     |
| 13 Rat feu                         | 14 Buffle feu                      | 15 Tigre terre                     | 16 Lièvre terre                    | 17 Dragon métal                    | 18 Serpent métal                   | 19 Cheval eau                      | 20 Chèvre eau                      | 21 Singe bois                      | 22 Coq bois                        | 23 Chien feu                       | 24 Cochon feu                      |
| 25 Rat terre                       | 26 Buffle terre                    | 27 Tigre métal                     | 28 Lièvre métal                    | 29 Dragon eau                      | 30 Serpent eau                     | 31 Cheval bois                     | 32 Chèvre bois                     | 33 Singe feu                       | 34 Coq feu                         | 35 Chien terre                     | 36 Cochon terre                    |
| 37 Rat métal                       | 38 Buffle métal                    | 39 Tigre eau                       | 40 Lièvre eau                      | 41 Dragon bois                     | 42 Serpent bois                    | 43 Cheval feu                      | 44 Chèvre feu                      | 45 Singe terre                     | 46 Coq terre                       | 47 Chien métal                     | 48 Cochon métal                    |
| 49 Rat eau                         | 50 Buffle eau                      | 51 Tigre bois                      | 52 Lièvre bois                     | 53 Dragon feu                      | 54 Serpent feu                     | 55 Cheval terre                    | 56 Chèvre terre                    | 57 Singe métal                     | 58 Coq métal                       | 59 Chien eau                       | 60 Cochon eau                      |

Le cochon de feu est le vingt-quatrième élément du cycle sexagésimal chinois. Il est appelé dinghai ou ting-hai en chinois (chinois traditionnel et simplifié : 丁亥 ; pinyin : dīnghài), jeonghae en coréen, teigai en japonais et din hoi en vietnamien. Il est précédé par le chien de feu et suivi par le rat de terre.
À la tige céleste ding est associé le yin et l'élément feu, et à la branche terrestre hai, le yin, l'élément eau, et le signe du porc. Dans la symbolique des cinq éléments, le dinghai correspond donc au l'« eau qui détruit le feu. »

## Années du cochon de feu
La transition vers le calendrier grégorien se fait en multipliant par soixante et en ajoutant vingt-sept. Sont ainsi appelées « année du cochon de feu » les années :

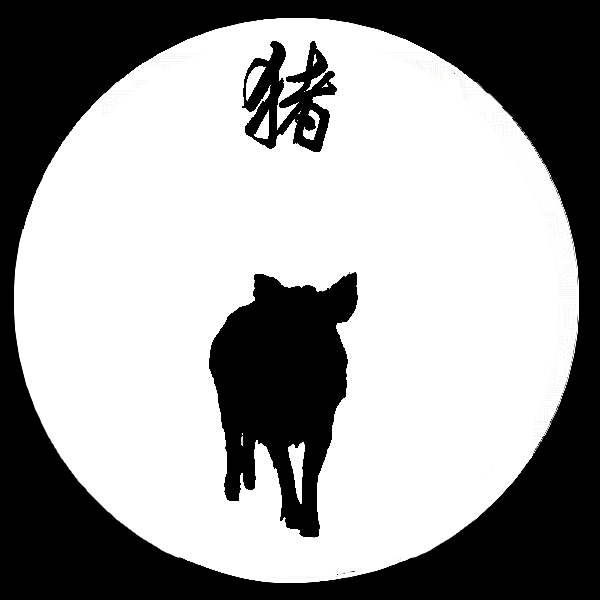
Signe astrologique chinois'Le COCHON

| Ier millénaire                                                                                      | IIe millénaire                                                                                                  | IIIe millénaire |
| --------------------------------------------------------------------------------------------------- | --- | --- |
| - 27 - 87 - 147 - 207 - 267 - 327 - 387 - 447 - 507 - 567 - 627 - 687 - 747 - 807 - 867 - 927 - 987 | - 1047 - 1107 - 1167 - 1227 - 1287 - 1347 - 1407 - 1467 - 1527 - 1587 - 1647 - 1707 - 1767 - 1827 - 1887 - 1947 | - 2007 - 2067 - 2127 - 2187 - 2247 - 2307 - 2367 - 2427 - 2487 - 2547 - 2607 - 2667 - 2727 - 2787 - 2847 - 2907 - 2967 |

## Mois du cochon de feu
Les mois du cochon de feu commencent le jour du lidong (« établissement de l'hiver», 7 au 8 novembre, marquant le début de l'hiver en Chine) et se terminent le jour précédant le daxue (« grande neige », entre le 6 et 8 décembre) des années aux tiges célestes yi et geng, soit tous les cinq ans. Sont par exemple « mois du cochon de feu » :
- du 7 novembre 2005 au 6 décembre 2005
- du 7 novembre 2010 au 6 décembre 2010
- etc.

## Jour du cochon de feu
Les tableaux suivants établissent la correspondance entre les calendriers occidentaux et les jours du cochon de feu. Par exemple, en 2001 furent jour du cochon de feu le 24 janvier, 25 mars, 24 mai, 23 juillet, 21 septembre et 20 novembre.

### Conversion années normales
Les jours suivants sont des jours du Cochon de feu :
| Jour du Cochon de feu                                                       | Année du calendrier julien                                                                                        | Année du calendrier grégorien                              |
| --------------------------------------------------------------------------- | --- | ---------------------------------------------------------- |
| 1er janvier, 2 mars, 1er mai, 30 juin, 29 août, 28 octobre, 27 décembre     | 83, 163, 243, 323, 403, 483, 563, 643, 723, 803, 883, 963, 1043, 1123, 1203, 1283, 1363, 1443, 1523, 1603...      | 1582, 1662, 1765, 1811, 1891, 1914, 1994, 2074             |
| 2 janvier, 3 mars, 2 mai, 1er juillet, 30 août, 29 octobre, 28 décembre     | 37, 117, 197, 277, 357, 437, 517, 597, 677, 757, 837, 917, 997, 1077, 1157, 1237, 1317, 1397, 1477, 1557...       | 1639, 1742, 1845, 1971, 2051                               |
| 3 janvier, 4 mars, 3 mai, 2 juillet, 31 août, 30 octobre, 29 décembre       | 14, 94, 174, 254, 334, 414, 494, 574, 654, 734, 814, 894, 974, 1054, 1134, 1214, 1294, 1374, 1454, 1534, 1614...  | 1593, 1673, 1719, 1799, 1822, 1925, 2005, 2085             |
| 4 janvier, 5 mars, 4 mai, 3 juillet, 1er septembre, 31 octobre, 30 décembre | 71, 151, 231, 311, 391, 471, 551, 631, 711, 791, 871, 951, 1031, 1111, 1191, 1271, 1351, 1431, 1511, 1591...      | 1650, 1753, 1879, 1902, 1982, 2062                         |
| 5 janvier, 6 mars, 5 mai, 4 juillet, 2 septembre, 1er novembre, 31 décembre | 2, 25, 105, 185, 265, 345, 425, 505, 585, 665, 745, 825, 905, 985, 1065, 1145, 1225, 1305, 1385, 1465, 1545...    | 1627, 1730, 1833, 1959, 2039                               |
| 6 janvier, 7 mars, 6 mai, 5 juillet, 3 septembre, 2 novembre                | 82, 162, 242, 322, 402, 482, 562, 642, 722, 802, 882, 962, 1042, 1122, 1202, 1282, 1362, 1442, 1522, 1602...      | 1661, 1707, 1787, 1810, 1890, 1913, 1993, 2073             |
| 7 janvier, 8 mars, 7 mai, 6 juillet, 4 septembre, 3 novembre                | 59, 139, 219, 299, 379, 459, 539, 619, 699, 779, 859, 939, 1019, 1099, 1179, 1259, 1339, 1419, 1499, 1579...      | 1638, 1741, 1867, 1970, 2050                               |
| 8 janvier, 9 mars, 8 mai, 7 juillet, 5 septembre, 4 novembre                | 13, 93, 173, 253, 333, 413, 493, 573, 653, 733, 813, 893, 973, 1053, 1133, 1213, 1293, 1373, 1453, 1533, 1613...  | 1615, 1695, 1718, 1798, 1821, 1947, 2027                   |
| 9 janvier, 10 mars, 9 mai, 8 juillet, 6 septembre, 5 novembre               | 70, 150, 230, 310, 390, 470, 550, 630, 710, 790, 870, 950, 1030, 1110, 1190, 1270, 1350, 1430, 1510, 1590...      | 1649, 1775, 1878, 1901, 1981, 2061                         |
| 10 janvier, 11 mars, 10 mai, 9 juillet, 7 septembre, 6 novembre             | 1, 47, 127, 207, 287, 367, 447, 527, 607, 687, 767, 847, 927, 1007, 1087, 1167, 1247, 1327, 1407, 1487, 1567...   | 1626, 1729, 1855, 1958, 2038                               |
| 11 janvier, 12 mars, 11 mai, 10 juillet, 8 septembre, 7 novembre            | 81, 161, 241, 321, 401, 481, 561, 641, 721, 801, 881, 961, 1041, 1121, 1201, 1281, 1361, 1441, 1521, 1601...      | 1603, 1683, 1706, 1786, 1809, 1889, 1935, 2015, 2095       |
| 12 janvier, 13 mars, 12 mai, 11 juillet, 9 septembre, 8 novembre            | 58, 138, 218, 298, 378, 458, 538, 618, 698, 778, 858, 938, 1018, 1098, 1178, 1258, 1338, 1418, 1498, 1578...      | 1637, 1763, 1866, 1969, 2049                               |
| 13 janvier, 14 mars, 13 mai, 12 juillet, 10 septembre, 9 novembre           | 35, 115, 195, 275, 355, 435, 515, 595, 675, 755, 835, 915, 995, 1075, 1155, 1235, 1315, 1395, 1475, 1555...       | 1614, 1694, 1717, 1797, 1843, 1946, 2026                   |
| 14 janvier, 15 mars, 14 mai, 13 juillet, 11 septembre, 10 novembre          | 69, 149, 229, 309, 389, 469, 549, 629, 709, 789, 869, 949, 1029, 1109, 1189, 1269, 1349, 1429, 1509, 1589...      | 1591, 1671, 1774, 1877, 1900, 1923, 2003, 2083             |
| 15 janvier, 16 mars, 15 mai, 14 juillet, 12 septembre, 11 novembre          | 46, 126, 206, 286, 366, 446, 526, 606, 686, 766, 846, 926, 1006, 1086, 1166, 1246, 1326, 1406, 1486, 1566...      | 1625, 1751, 1854, 1957, 2037                               |
| 16 janvier, 17 mars, 16 mai, 15 juillet, 13 septembre, 12 novembre          | 23, 103, 183, 263, 343, 423, 503, 583, 663, 743, 823, 903, 983, 1063, 1143, 1223, 1303, 1383, 1463, 1543, 1623... | 1602, 1682, 1705, 1785, 1831, 1934, 2014, 2094             |
| 17 janvier, 18 mars, 17 mai, 16 juillet, 14 septembre, 13 novembre          | 57, 137, 217, 297, 377, 457, 537, 617, 697, 777, 857, 937, 1017, 1097, 1177, 1257, 1337, 1417, 1497, 1577...      | 1659, 1762, 1865, 1911, 1991, 2071                         |
| 18 janvier, 19 mars, 18 mai, 17 juillet, 15 septembre, 14 novembre          | 34, 114, 194, 274, 354, 434, 514, 594, 674, 754, 834, 914, 994, 1074, 1154, 1234, 1314, 1394, 1474, 1554...       | 1613, 1693, 1739, 1842, 1945, 2025                         |
| 19 janvier, 20 mars, 19 mai, 18 juillet, 16 septembre, 15 novembre          | 11, 91, 171, 251, 331, 411, 491, 571, 651, 731, 811, 891, 971, 1051, 1131, 1211, 1291, 1371, 1451, 1531, 1611...  | 1590, 1670, 1773, 1819, 1899, 1922, 2002, 2082             |
| 20 janvier, 21 mars, 20 mai, 19 juillet, 17 septembre, 16 novembre          | 45, 125, 205, 285, 365, 445, 525, 605, 685, 765, 845, 925, 1005, 1085, 1165, 1245, 1325, 1405, 1485, 1565...      | 1647, 1750, 1853, 1979, 2059                               |
| 21 janvier, 22 mars, 21 mai, 20 juillet, 18 septembre, 17 novembre          | 22, 102, 182, 262, 342, 422, 502, 582, 662, 742, 822, 902, 982, 1062, 1142, 1222, 1302, 1382, 1462, 1542, 1622... | 1601, 1681, 1727, 1830, 1933, 2013, 2093                   |
| 22 janvier, 23 mars, 22 mai, 21 juillet, 19 septembre, 18 novembre          | 79, 159, 239, 319, 399, 479, 559, 639, 719, 799, 879, 959, 1039, 1119, 1199, 1279, 1359, 1439, 1519, 1599...      | 1658, 1761, 1807, 1887, 1910, 1990, 2070                   |
| 23 janvier, 24 mars, 23 mai, 22 juillet, 20 septembre, 19 novembre          | 33, 113, 193, 273, 353, 433, 513, 593, 673, 753, 833, 913, 993, 1073, 1153, 1233, 1313, 1393, 1473, 1553...       | 1635, 1738, 1841, 1967, 2047                               |
| 24 janvier, 25 mars, 24 mai, 23 juillet, 21 septembre, 20 novembre          | 10, 90, 170, 250, 330, 410, 490, 570, 650, 730, 810, 890, 970, 1050, 1130, 1210, 1290, 1370, 1450, 1530, 1610...  | 1589, 1669, 1715, 1795, 1818, 1898, 1921, 2001, 2081       |
| 25 janvier, 26 mars, 25 mai, 24 juillet, 22 septembre, 21 novembre          | 67, 147, 227, 307, 387, 467, 547, 627, 707, 787, 867, 947, 1027, 1107, 1187, 1267, 1347, 1427, 1507, 1587...      | 1646, 1749, 1875, 1978, 2058                               |
| 26 janvier, 27 mars, 26 mai, 25 juillet, 23 septembre, 22 novembre          | 21, 101, 181, 261, 341, 421, 501, 581, 661, 741, 821, 901, 981, 1061, 1141, 1221, 1301, 1381, 1461, 1541, 1621... | 1623, 1726, 1829, 1955, 2035                               |
| 27 janvier, 28 mars, 27 mai, 26 juillet, 24 septembre, 23 novembre          | 78, 158, 238, 318, 398, 478, 558, 638, 718, 798, 878, 958, 1038, 1118, 1198, 1278, 1358, 1438, 1518, 1598...      | 1657, 1703, 1783, 1806, 1886, 1909, 1989, 2069             |
| 28 janvier, 29 mars, 28 mai, 27 juillet, 25 septembre, 24 novembre          | 55, 135, 215, 295, 375, 455, 535, 615, 695, 775, 855, 935, 1015, 1095, 1175, 1255, 1335, 1415, 1495, 1575...      | 1634, 1737, 1863, 1966, 2046                               |
| 29 janvier, 30 mars, 29 mai, 28 juillet, 26 septembre, 25 novembre          | 9, 89, 169, 249, 329, 409, 489, 569, 649, 729, 809, 889, 969, 1049, 1129, 1209, 1289, 1369, 1449, 1529, 1609...   | 1611, 1691, 1714, 1794, 1817, 1897, 1943, 2023             |
| 30 janvier, 31 mars, 30 mai, 29 juillet, 27 septembre, 26 novembre          | 66, 146, 226, 306, 386, 466, 546, 626, 706, 786, 866, 946, 1026, 1106, 1186, 1266, 1346, 1426, 1506, 1586...      | 1645, 1771, 1874, 1977, 2057                               |
| 31 janvier, 1er avril, 31 mai, 30 juillet, 28 septembre, 27 novembre        | 43, 123, 203, 283, 363, 443, 523, 603, 683, 763, 843, 923, 1003, 1083, 1163, 1243, 1323, 1403, 1483, 1563...      | 1622, 1725, 1851, 1954, 2034                               |
| 1er février, 2 avril, 1er juin, 31 juillet, 29 septembre, 28 novembre       | 77, 157, 237, 317, 397, 477, 557, 637, 717, 797, 877, 957, 1037, 1117, 1197, 1277, 1357, 1437, 1517, 1597...      | 1599, 1679, 1702, 1782, 1805, 1885, 1931, 2011, 2091       |
| 2 février, 3 avril, 2 juin, 1er août, 30 septembre, 29 novembre             | 54, 134, 214, 294, 374, 454, 534, 614, 694, 774, 854, 934, 1014, 1094, 1174, 1254, 1334, 1414, 1494, 1574...      | 1633, 1759, 1862, 1965, 2045                               |
| 3 février, 4 avril, 3 juin, 2 août, 1er octobre, 30 novembre                | 31, 111, 191, 271, 351, 431, 511, 591, 671, 751, 831, 911, 991, 1071, 1151, 1231, 1311, 1391, 1471, 1551...       | 1610, 1690, 1713, 1793, 1839, 1942, 2022                   |
| 4 février, 5 avril, 4 juin, 3 août, 2 octobre, 1er décembre                 | 65, 145, 225, 305, 385, 465, 545, 625, 705, 785, 865, 945, 1025, 1105, 1185, 1265, 1345, 1425, 1505, 1585...      | 1587, 1667, 1770, 1873, 1919, 1999, 2079                   |
| 5 février, 6 avril, 5 juin, 4 août, 3 octobre, 2 décembre                   | 42, 122, 202, 282, 362, 442, 522, 602, 682, 762, 842, 922, 1002, 1082, 1162, 1242, 1322, 1402, 1482, 1562...      | 1621, 1747, 1850, 1953, 2033                               |
| 6 février, 7 avril, 6 juin, 5 août, 4 octobre, 3 décembre                   | 19, 99, 179, 259, 339, 419, 499, 579, 659, 739, 819, 899, 979, 1059, 1139, 1219, 1299, 1379, 1459, 1539, 1619...  | 1598, 1678, 1701, 1781, 1827, 1930, 2010, 2090             |
| 7 février, 8 avril, 7 juin, 6 août, 5 octobre, 4 décembre                   | 53, 133, 213, 293, 373, 453, 533, 613, 693, 773, 853, 933, 1013, 1093, 1173, 1253, 1333, 1413, 1493, 1573...      | 1655, 1758, 1861, 1907, 1987, 2067                         |
| 8 février, 9 avril, 8 juin, 7 août, 6 octobre, 5 décembre                   | 30, 110, 190, 270, 350, 430, 510, 590, 670, 750, 830, 910, 990, 1070, 1150, 1230, 1310, 1390, 1470, 1550...       | 1609, 1689, 1735, 1838, 1941, 2021                         |
| 9 février, 10 avril, 9 juin, 8 août, 7 octobre, 6 décembre                  | 7, 87, 167, 247, 327, 407, 487, 567, 647, 727, 807, 887, 967, 1047, 1127, 1207, 1287, 1367, 1447, 1527, 1607...   | 1586, 1666, 1769, 1815, 1895, 1918, 1998, 2078             |
| 10 février, 11 avril, 10 juin, 9 août, 8 octobre, 7 décembre                | 41, 121, 201, 281, 361, 441, 521, 601, 681, 761, 841, 921, 1001, 1081, 1161, 1241, 1321, 1401, 1481, 1561...      | 1643, 1746, 1849, 1975, 2055                               |
| 11 février, 12 avril, 11 juin, 10 août, 9 octobre, 8 décembre               | 18, 98, 178, 258, 338, 418, 498, 578, 658, 738, 818, 898, 978, 1058, 1138, 1218, 1298, 1378, 1458, 1538, 1618...  | 1597, 1677, 1700, 1723, 1826, 1929, 2009, 2089             |
| 12 février, 13 avril, 12 juin, 11 août, 10 octobre, 9 décembre              | 75, 155, 235, 315, 395, 475, 555, 635, 715, 795, 875, 955, 1035, 1115, 1195, 1275, 1355, 1435, 1515, 1595...      | 1654, 1757, 1803, 1883, 1906, 1986, 2066                   |
| 13 février, 14 avril, 13 juin, 12 août, 11 octobre, 10 décembre             | 29, 109, 189, 269, 349, 429, 509, 589, 669, 749, 829, 909, 989, 1069, 1149, 1229, 1309, 1389, 1469, 1549...       | 1631, 1734, 1837, 1963, 2043                               |
| 14 février, 15 avril, 14 juin, 13 août, 12 octobre, 11 décembre             | 6, 86, 166, 246, 326, 406, 486, 566, 646, 726, 806, 886, 966, 1046, 1126, 1206, 1286, 1366, 1446, 1526, 1606...   | 1585, 1665, 1711, 1791, 1814, 1894, 1917, 1997, 2077, 2100 |
| 15 février, 16 avril, 15 juin, 14 août, 13 octobre, 12 décembre             | 63, 143, 223, 303, 383, 463, 543, 623, 703, 783, 863, 943, 1023, 1103, 1183, 1263, 1343, 1423, 1503, 1583...      | 1642, 1745, 1871, 1974, 2054                               |
| 16 février, 17 avril, 16 juin, 15 août, 14 octobre, 13 décembre             | 17, 97, 177, 257, 337, 417, 497, 577, 657, 737, 817, 897, 977, 1057, 1137, 1217, 1297, 1377, 1457, 1537, 1617...  | 1619, 1699, 1722, 1825, 1951, 2031                         |
| 17 février, 18 avril, 17 juin, 16 août, 15 octobre, 14 décembre             | 74, 154, 234, 314, 394, 474, 554, 634, 714, 794, 874, 954, 1034, 1114, 1194, 1274, 1354, 1434, 1514, 1594...      | 1653, 1779, 1802, 1882, 1905, 1985, 2065                   |
| 18 février, 19 avril, 18 juin, 17 août, 16 octobre, 15 décembre             | 51, 131, 211, 291, 371, 451, 531, 611, 691, 771, 851, 931, 1011, 1091, 1171, 1251, 1331, 1411, 1491, 1571...      | 1630, 1733, 1859, 1962, 2042                               |
| 19 février, 20 avril, 19 juin, 18 août, 17 octobre, 16 décembre             | 5, 85, 165, 245, 325, 405, 485, 565, 645, 725, 805, 885, 965, 1045, 1125, 1205, 1285, 1365, 1445, 1525, 1605...   | 1607, 1687, 1710, 1790, 1813, 1893, 1939, 2019, 2099       |
| 20 février, 21 avril, 20 juin, 19 août, 18 octobre, 17 décembre             | 62, 142, 222, 302, 382, 462, 542, 622, 702, 782, 862, 942, 1022, 1102, 1182, 1262, 1342, 1422, 1502, 1582...      | 1641, 1767, 1870, 1973, 2053                               |
| 21 février, 22 avril, 21 juin, 20 août, 19 octobre, 18 décembre             | 39, 119, 199, 279, 359, 439, 519, 599, 679, 759, 839, 919, 999, 1079, 1159, 1239, 1319, 1399, 1479, 1559...       | 1618, 1698, 1721, 1847, 1950, 2030                         |
| 22 février, 23 avril, 22 juin, 21 août, 20 octobre, 19 décembre             | 73, 153, 233, 313, 393, 473, 553, 633, 713, 793, 873, 953, 1033, 1113, 1193, 1273, 1353, 1433, 1513, 1593...      | 1595, 1675, 1778, 1801, 1881, 1927, 2007, 2087             |
| 23 février, 24 avril, 23 juin, 22 août, 21 octobre, 20 décembre             | 50, 130, 210, 290, 370, 450, 530, 610, 690, 770, 850, 930, 1010, 1090, 1170, 1250, 1330, 1410, 1490, 1570...      | 1629, 1755, 1858, 1961, 2041                               |
| 24 février, 25 avril, 24 juin, 23 août, 22 octobre, 21 décembre             | 4, 27, 107, 187, 267, 347, 427, 507, 587, 667, 747, 827, 907, 987, 1067, 1147, 1227, 1307, 1387, 1467, 1547...    | 1606, 1686, 1709, 1789, 1835, 1938, 2018, 2098             |
| 25 février, 26 avril, 25 juin, 24 août, 23 octobre, 22 décembre             | 61, 141, 221, 301, 381, 461, 541, 621, 701, 781, 861, 941, 1021, 1101, 1181, 1261, 1341, 1421, 1501, 1581...      | 1583, 1663, 1766, 1869, 1915, 1995, 2075                   |
| 26 février, 27 avril, 26 juin, 25 août, 24 octobre, 23 décembre             | 38, 118, 198, 278, 358, 438, 518, 598, 678, 758, 838, 918, 998, 1078, 1158, 1238, 1318, 1398, 1478, 1558...       | 1617, 1697, 1743, 1846, 1949, 2029                         |
| 27 février, 28 avril, 27 juin, 26 août, 25 octobre, 24 décembre             | 15, 95, 175, 255, 335, 415, 495, 575, 655, 735, 815, 895, 975, 1055, 1135, 1215, 1295, 1375, 1455, 1535, 1615...  | 1594, 1674, 1777, 1800, 1823, 1926, 2006, 2086             |
| 28 février 29 avril, 28 juin, 27 août, 26 octobre, 25 décembre              | 49, 129, 209, 289, 369, 449, 529, 609, 689, 769, 849, 929, 1009, 1089, 1169, 1249, 1329, 1409, 1489, 1569...      | 1651, 1754, 1857, 1903, 1983, 2063                         |
| 1er mars, 30 avril, 29 juin, 28 août, 27 octobre, 26 décembre               | 3, 26, 106, 186, 266, 346, 426, 506, 586, 666, 746, 826, 906, 986, 1066, 1146, 1226, 1306, 1386, 1466, 1546...    | 1605, 1685, 1731, 1834, 1937, 2017, 2097                   |

### Conversion années bissextiles
Les jours suivants sont des jours du Cochon de feu :
| Jour du Cochon de feu                                                       | Année du calendrier julien                                                                                   | Année du calendrier grégorien |
| --------------------------------------------------------------------------- | --- | ----------------------------- |
| 1er janvier, 1er mars, 30 avril, 29 juin, 28 août, 27 octobre, 26 décembre  | N/A | 1708, 1788                    |
| 2 janvier, 2 mars, 1er mai, 30 juin, 29 août, 28 octobre, 27 décembre       | 60, 140, 220, 300, 380, 460, 540, 620, 700, 780, 860, 940, 1020, 1100, 1180, 1260, 1340, 1420, 1500, 1580... | 1868                          |
| 3 janvier, 3 mars, 2 mai, 1er juillet, 30 août, 29 octobre, 28 décembre     | N/A | 1616, 1696, 1948, 2028        |
| 4 janvier, 4 mars, 3 mai, 2 juillet, 31 août, 30 octobre, 29 décembre       | N/A | 1776                          |
| 5 janvier, 5 mars, 4 mai, 3 juillet, 1er septembre, 31 octobre, 30 décembre | 48, 128, 208, 288, 368, 448, 528, 608, 688, 768, 848, 928, 1008, 1088, 1168, 1248, 1328, 1408, 1488, 1568... | 1856                          |
| 6 janvier, 6 mars, 5 mai, 4 juillet, 2 septembre, 1er novembre, 31 décembre | N/A | 1604, 1684, 1936, 2016, 2096  |
| 7 janvier, 7 mars, 6 mai, 5 juillet, 3 septembre, 2 novembre                | N/A | 1764                          |
| 8 janvier, 8 mars, 7 mai, 6 juillet, 4 septembre, 3 novembre                | 36, 116, 196, 276, 356, 436, 516, 596, 676, 756, 836, 916, 996, 1076, 1156, 1236, 1316, 1396, 1476, 1556...  | 1844                          |
| 9 janvier, 9 mars, 8 mai, 7 juillet, 5 septembre, 4 novembre                | N/A | 1592, 1672, 1924, 2004, 2084  |
| 10 janvier, 10 mars, 9 mai, 8 juillet, 6 septembre, 5 novembre              | N/A | 1752                          |
| 11 janvier, 11 mars, 10 mai, 9 juillet, 7 septembre, 6 novembre             | 24, 104, 184, 264, 344, 424, 504, 584, 664, 744, 824, 904, 984, 1064, 1144, 1224, 1304, 1384, 1464, 1544...  | 1832                          |
| 12 janvier, 12 mars, 11 mai, 10 juillet, 8 septembre, 7 novembre            | N/A | 1660, 1912, 1992, 2072        |
| 13 janvier, 13 mars, 12 mai, 11 juillet, 9 septembre, 8 novembre            | N/A | 1740                          |
| 14 janvier, 14 mars, 13 mai, 12 juillet, 10 septembre, 9 novembre           | 12, 92, 172, 252, 332, 412, 492, 572, 652, 732, 812, 892, 972, 1052, 1132, 1212, 1292, 1372, 1452, 1532...   | 1820                          |
| 15 janvier, 15 mars, 14 mai, 13 juillet, 11 septembre, 10 novembre          | N/A | 1648, 1980, 2060              |
| 16 janvier, 16 mars, 15 mai, 14 juillet, 12 septembre, 11 novembre          | N/A | 1728                          |
| 17 janvier, 17 mars, 16 mai, 15 juillet, 13 septembre, 12 novembre          | 80, 160, 240, 320, 400, 480, 560, 640, 720, 800, 880, 960, 1040, 1120, 1200, 1280, 1360, 1440, 1520, 1600... | 1808, 1888, 2068              |
| 18 janvier, 18 mars, 17 mai, 16 juillet, 14 septembre, 13 novembre          | N/A | 1636, 1968, 2048              |
| 19 janvier, 19 mars, 18 mai, 17 juillet, 15 septembre, 14 novembre          | N/A | 1716, 1796                    |
| 20 janvier, 20 mars, 19 mai, 18 juillet, 16 septembre, 15 novembre          | 68, 148, 228, 308, 388, 468, 548, 628, 708, 788, 868, 948, 1028, 1108, 1188, 1268, 1348, 1428, 1508, 1588... | 1876                          |
| 21 janvier, 21 mars, 20 mai, 19 juillet, 17 septembre, 16 novembre          | N/A | 1624, 1956, 2036              |
| 22 janvier, 22 mars, 21 mai, 20 juillet, 18 septembre, 17 novembre          | N/A | 1704, 1784                    |
| 23 janvier, 23 mars, 22 mai, 21 juillet, 19 septembre, 18 novembre          | 56, 136, 216, 296, 376, 456, 536, 616, 696, 776, 856, 936, 1016, 1096, 1176, 1256, 1336, 1416, 1496, 1576... | 1864                          |
| 24 janvier, 24 mars, 23 mai, 22 juillet, 20 septembre, 19 novembre          | N/A | 1612, 1692, 1944, 2024        |
| 25 janvier, 25 mars, 24 mai, 23 juillet, 21 septembre, 20 novembre          | N/A | 1772                          |
| 26 janvier, 26 mars, 25 mai, 24 juillet, 22 septembre, 21 novembre          | 44, 124, 204, 284, 364, 444, 524, 604, 684, 764, 844, 924, 1004, 1084, 1164, 1244, 1324, 1404, 1484, 1564... | 1852                          |
| 27 janvier, 27 mars, 26 mai, 25 juillet, 23 septembre, 22 novembre          | N/A | 1600, 1680, 1932, 2012, 2092  |
| 28 janvier, 28 mars, 27 mai, 26 juillet, 24 septembre, 23 novembre          | N/A | 1760                          |
| 29 janvier, 29 mars, 28 mai, 27 juillet, 25 septembre, 24 novembre          | 32, 112, 192, 272, 352, 432, 512, 592, 672, 752, 832, 912, 992, 1072, 1152, 1232, 1312, 1392, 1472, 1552...  | 1840                          |
| 30 janvier, 30 mars, 29 mai, 28 juillet, 26 septembre, 25 novembre          | N/A | 1588, 1668, 1920, 2000, 2080  |
| 31 janvier, 31 mars, 30 mai, 29 juillet, 27 septembre, 26 novembre          | N/A | 1748                          |
| 1er février, 1er avril, 31 mai, 30 juillet, 28 septembre, 27 novembre       | 20, 100, 180, 260, 340, 420, 500, 580, 660, 740, 820, 900, 980, 1060, 1140, 1220, 1300, 1380, 1460, 1540...  | 1828                          |
| 2 février, 2 avril, 1er juin, 31 juillet, 29 septembre, 28 novembre         | N/A | 1656, 1908, 1988, 2068        |
| 3 février, 3 avril, 2 juin, 1er août, 30 septembre, 29 novembre             | N/A | 1736                          |
| 4 février, 4 avril, 3 juin, 2 août, 1er octobre, 30 novembre                | 8, 88, 168, 248, 328, 408, 488, 568, 648, 728, 808, 888, 968, 1048, 1128, 1208, 1288, 1368, 1448, 1528...    | 1816, 1896                    |
| 5 février, 5 avril, 4 juin, 3 août, 2 octobre, 1er décembre                 | N/A | 1644, 1976, 2056              |
| 6 février, 6 avril, 5 juin, 4 août, 3 octobre, 2 décembre                   | N/A | 1724                          |
| 7 février, 7 avril, 6 juin, 5 août, 4 octobre, 3 décembre                   | 76, 156, 236, 316, 396, 476, 556, 636, 716, 796, 876, 956, 1036, 1116, 1196, 1276, 1356, 1436, 1516, 1596... | 1804, 1884, 2064              |
| 8 février, 8 avril, 7 juin, 6 août, 5 octobre, 4 décembre                   | N/A | 1632, 1964, 2044              |
| 9 février, 9 avril, 8 juin, 7 août, 6 octobre, 5 décembre                   | N/A | 1712, 1792                    |
| 10 février, 10 avril, 9 juin, 8 août, 7 octobre, 6 décembre                 | 64, 144, 224, 304, 384, 464, 544, 624, 704, 784, 864, 944, 1024, 1104, 1184, 1264, 1344, 1424, 1504, 1584... | 1872                          |
| 11 février, 11 avril, 10 juin, 9 août, 8 octobre, 7 décembre                | N/A | 1620, 1952, 2032              |
| 12 février, 12 avril, 11 juin, 10 août, 9 octobre, 8 décembre               | N/A | 1780                          |
| 13 février, 13 avril, 12 juin, 11 août, 10 octobre, 9 décembre              | 52, 132, 212, 292, 372, 452, 532, 612, 692, 772, 852, 932, 1012, 1092, 1172, 1252, 1332, 1412, 1492, 1572... | 1860                          |
| 14 février, 14 avril, 13 juin, 12 août, 11 octobre, 10 décembre             | N/A | 1608, 1688, 1940, 2020        |
| 15 février, 15 avril, 14 juin, 13 août, 12 octobre, 11 décembre             | N/A | 1768                          |
| 16 février, 16 avril, 15 juin, 14 août, 13 octobre, 12 décembre             | 40, 120, 200, 280, 360, 440, 520, 600, 680, 760, 840, 920, 1000, 1080, 1160, 1240, 1320, 1400, 1480, 1560... | 1848                          |
| 17 février, 17 avril, 16 juin, 15 août, 14 octobre, 13 décembre             | N/A | 1596, 1676, 1928, 2008, 2088  |
| 18 février, 18 avril, 17 juin, 16 août, 15 octobre, 14 décembre             | N/A | 1756                          |
| 19 février, 19 avril, 18 juin, 17 août, 16 octobre, 15 décembre             | 28, 108, 188, 268, 348, 428, 508, 588, 668, 748, 828, 908, 988, 1068, 1148, 1228, 1308, 1388, 1468, 1548...  | 1836                          |
| 20 février, 20 avril, 19 juin, 18 août, 17 octobre, 16 décembre             | N/A | 1584, 1664, 1916, 1996, 2076  |
| 21 février, 21 avril, 20 juin, 19 août, 18 octobre, 17 décembre             | N/A | 1744                          |
| 22 février, 22 avril, 21 juin, 20 août, 19 octobre, 18 décembre             | 16, 96, 176, 256, 336, 416, 496, 576, 656, 736, 816, 896, 976, 1056, 1136, 1216, 1296, 1376, 1456, 1536...   | 1824                          |
| 23 février, 23 avril, 22 juin, 21 août, 20 octobre, 19 décembre             | N/A | 1652, 1904, 1984, 2064        |
| 24 février, 24 avril, 23 juin, 22 août, 21 octobre, 20 décembre             | N/A | 1732                          |
| 25 février, 25 avril, 24 juin, 23 août, 22 octobre, 21 décembre             | 84, 164, 244, 324, 404, 484, 564, 644, 724, 804, 884, 964, 1044, 1124, 1204, 1284, 1364, 1444, 1524, 1604... | 1812, 1892, 2072              |
| 26 février, 26 avril, 25 juin, 24 août, 23 octobre, 22 décembre             | N/A | 1640, 1972, 2052              |
| 27 février, 27 avril, 26 juin, 25 août, 24 octobre, 23 décembre             | N/A | 1720                          |
| 28 février, 28 avril, 27 juin, 26 août, 25 octobre, 24 décembre             | 72, 152, 232, 312, 392, 472, 552, 632, 712, 792, 872, 952, 1032, 1112, 1192, 1272, 1352, 1432, 1512, 1592... | 1880                          |
| 29 février, 29 avril, 28 juin, 27 août, 26 octobre, 25 décembre             | N/A | 1628, 1960, 2040              |

## Heure du cochon de feu
Les heures du cochon de feu sont :
- de 21 à 23 h, heure de Beijing (UTC+8) lors des jours contenant les tiges célestes yi et geng.